# 미국 수정 헌법 제26조
미국 수정 헌법 제26조(Twenty-sixth Amendment to the United States Constitution)는 미국 투표자의 연령 제한을 기존의 21세에서 18세로 낮추는 미국 헌법 수정안이다. 1971년 3월 23일 의회에 의해 발의되었으며 같은해 7월 1일 채택되어, 미국 역사상 가장 빠른 시간내에 채택된 법안이 되었다.
투표자 연령을 낮추려는 시도는 20세기 중반부터 있어왔지만, 당시엔 의회를 통과할만한 지지층을 확보하지 못하였다. 그러나 베트남 전쟁이 일어나면서 미국 징집 연령이 18세 이상이라는 사실이 부각되고, 여기에 학생 운동이 더해지면서 투표연령을 낮추자는 제안은 사회적으로 큰 관심을 받게된다. 이때 지지자들이 내세운 슬로건은 “싸우기에도, 투표하기도 충분한 나이”(“old enough to fight, old enough to vote”)이다.

## 같이 보기
- 미국 수정 헌법 제15조
- 미국 수정 헌법 제19조
- 1969년 선거법 개정

The right of citizens of the United States, who are eighteen years of age or older, to vote shall not be denied or abridged by the United States or by any State on account of age.

미국 혹은 미국의 그 어떤 주 도 18세 이상의 미국 시민들이 가지는 투표의 권리를 그들의 나이를 근거로 부정하거나 침해할 수 없다.